# Death in Venice (Britten)
Mort a Venècia (en anglès: Death in Venice) és una òpera en dos actes de Benjamin Britten i la darrera que va compondre. El llibret en anglès va ser obra de Myfanwy Piper, basat en la novel·la La mort a Venècia, de Thomas Mann. Va ser estrenada a Snape Maltings, prop d'Aldeburgh (Anglaterra) el 16 de juny de 1973.
L'austera partitura compta amb obsessives atmosferes sonores de la 'Venècia ambigua'. El noi Tadzio és retratat com un atleta apol·loni, amb un acompanyament de percussió amb sonoritats semblants a les del gamelan. La música de l'òpera és precisa, directa i corprenedora.
Durant molts anys, Britten havia considerat la novel·la com a base d'una òpera. Va començar a treballar-hi al setembre de 1970, fent els primers contactes amb Piper i amb Golo Mann, fill de l'escriptor. Arran dels acords entre la Warner Brothers i els hereus de Thomas Mann per a la producció de la pel·lícula Mort a Venècia, de Luchino Visconti, l'any 1971, se li va aconsellar a Britten que no la veiera. Segons Colin Graham, director de la primera producció de l'òpera, alguns col·legues del compositor que havien vist la pel·lícula, hi van trobar la relació entre Tadzio i Aschenbach "massa sentimental i lasciva"; això va contribuir al fet que Tadzio i la seua família i amics foren retratats com ballarins muts.
Durant l'ona de neopuritanisme nel marc de la llei Secció 28, 2A, iniciada per Margaret Thatcher el 1989, l'execució de l'obra va ser prohibida a festivals escolars, per causa del seu contingut homosexual.

## Sinopsi
Temps: 1911.
Lloc: Venècia i Múnic.

### Acte 1

#### Escena 1: Múnic
Aschenbach, un famós novel·lista alemany, es troba mentalment esgotat. En iniciar-se l'òpera es lamenta de la pèrdua de la seua inspiració artística. Caminant pels suburbis de Múnic s'atura davant l'entrada d'un cementiri. Guaita a un viatger (‘Des de l'encís de més enllà els Alps') i, meditant sobre l'estranya i exòtica naturalesa dels països estrangers, es veu impulsat a viatjar al sud amb l'esperança de reviscolar la seua imaginació artística.

#### Escena 2: En el vaixell cap a Venècia
Pren un vaixell cap a Venècia, compartint el passatge amb un grup de joves libidinosos i el seu líder, el dandy madur. El descobriment per part d'Aschenbach que el dandy no és un jove, sinó un vell que es resisteix a ser-ho, li fa nosa, i arriba deprimit a Venècia.

#### Escena 3: L'excursió al Lido
Aschenbach contempla la seua arribada a la ciutat en góndola (‘Què m'espera ací, ambigua Venècia, on l'aigua es lliga amb la pedra, i la passió confon els sentits?’). Vol anar a Schiavone, però el vell gondoler el vol portar al Lido, xiuxiuejant ‘Ningú pot donar-me ordres; vaig on jo vull; faig el meu camí’. Segueix una breu discussió sobre la destinació de la góndola, però el novel·lista capitula aviat, i és portat al Lido.

#### Escena 4: El primer capvespre a l'hotel
Aschenbach és rebut pel director de l'hotel, qui li mostra la seua habitació amb un torrent de compliments. Quan altres hostes es dirigeixen a sopar, Aschenbach els guaita al seu pas. La seua mirada s'adreça a un jovenet polonès, Tadzio, en qui veu una bellesa sobrenatural (‘Segur que l'ànima de Grècia; rau en aquesta fulgurant perfecció; ...Noi mortal amb una gràcia immortal'). Aschenbach s'adona del caràcter il·lusori dels seus pensaments; però es permet complaure's en les seues especulacions.

#### Escena 5: En la platja
Llegint en la platja, Aschenbach observa Tadzio jugant en la sorra. Obté una perversa satisfacció en observar que el noi té defectes: com tots els polonesos, Tadzio odia els hostes russos (‘És humà, al capdavall. Sempre hi ha un costat fosc en la perfecció. M'agrada.’).

#### Escena 6: La fugida frustrada
Caminant pels carrers de Venècia, Aschenbach es veu assetjat contínuament per pidolaires, venedors ambulants i tot de gent demanant la seua atenció. La brutícia dels carrers i la pudor de les aigües del canal el submergeixen en la nàusea i la claustrofòbia, i decideix deixar Venècia. De tornada a l'hotel, el director es mostra dolgut amb la partida d'Aschenbach. Quan Tadzio retorna les mirades d'Aschenbach, aquest sent penediment. En arribar a l'estació, Aschenbach s'adona que el seu equipatge ha estat enviat a un tren equivocat (‘Estic enfurismat perquè no tinc altre remei que tornar-hi, però secretament me n'alegre. Vacil·lant, irresolut, absurd.’). Després de tornar a veure Tadzio, s'adona que el noi ha estat la causa del seu pesar a l'anar-se'n.

#### Escena 7: Els jocs d'Apol·lo
Aschenbach està assegut en la seua cadira, en la platja del Lido, mirant Tadzio i els seus amics jugar. Els pensaments d'Aschenbach (expressats pel cor) són els déus Fedra, Apol·lo i Jacint, contemplant les seues accions com un espill de les de Tadzio. Els nois practiquen tot d'esports: córrer, salt, disc, javalina i lluita. Tadzio finalment hi guanya, i Aschenbach s'inspira amb la bellesa del noi (‘...el pensament comença a sentir, sensible pensament’). Aschenbach decideix felicitar Tadzio per la seua victòria, però quan es presenta l'oportunitat, es queda paralitzat sense poder expressar cap mot. Quasi balbucejant les paraules, Aschenbach expressa la veritat ‘Jo - t'estime.’

### Acte 2
Assegut, amb un llibre, però distret amb els seus pensaments, Aschenbach decideix acceptar els seus sentiments envers el noi tal com són, (‘ridícul, però massa sagrat i no, no deshonest, fins i tot en aquestes circumstàncies.’)

#### Escena 8: La perruqueria de l'hotel (i)
Aschenbach visita el perruquer, qui deixa anar una menció a propòsit d'una malaltia a Venècia. Aschenbach pregunta amb insistència, però el perruquer nega que la malaltia siga d'importància.

#### Escena 9: La persecució
En creuar les aigües de Venècia, Aschenbach detecta olor de desinfectant. A la seua arribada troba ciutadans llegint els avisos públics que alerten de la necessitat de prendre precaucions contra la infecció. També els ciutadans neguen que això siga una causa de preocupació, però Aschenbach troba una alarmant notícia en un periòdic alemany: ‘Desconfiem de la bona fe de les autoritats de Venècia pel seu refús a admetre casos de còlera en la ciutat. Els ciutadans alemanys haurien d'abandonar la ciutat com més aviat possible.’. Apareix la família polonesa i Aschenbach determina que no haurien d'assabentar-se de les notícies, per por que decideixen anar-se'n. Aschenbach segueix la família a un cafè, on la mare el detecta i es col·loca entre ell i el seu fill. Després la família se'n va a Sant Marc, amb Aschenbach encara seguint-los a distància. Més tard, la família pren una góndola cap a l'hotel, amb Aschenbach en persecució i en un estat de certa excitació (‘Tadzio, Eros, encisador, mira com ignore la por, cec davant del perill, embriagat, impotent, nàufrag en la joia de la follia’).

#### Escena 10: Els actors ambulants
En la terrassa de l'hotel, després de sopar, els hostes es reuneixen per assistir a la representació d'uns actors. Aschenbach pregunta al cap dels actors sobre els rumors d'una epidèmia, però l'actor rebutja les seues aprehensions. Aschenbach s'adona que Tadzio, com ell mateix, no riu per la comèdia, i fantasieja ‘És la teua innocència qui et fa indiferent, o és que busques la meua guia? Em busques?’

#### Escena 11: L'oficina de viatges
Un jove empleat anglès tracta d'enfrontar-se a un grup de clients de l'hotel, tots volen deixar Venècia urgentment. Quan l'empleat tanca l'oficina, Aschenbach li pregunta sobre l'epidèmia i si és cert que la ciutat es troba alerta pel còlera asiàtic. L'empleat li aconsella d'abandonar immediatament la ciutat, abans que es decrete la quarantena.

#### Escena 12: La dama de les perles
Aschenbach decideix que cal avisar la mare de Tadzio del perill en què es troben a causa de l'epidèmia, però es resisteix a fer-ho. Inicialment sent remordiments, en haver fallat a ‘fer tot allò que seria decent i honest’, però després decideix que ha obrat bé en no parlar-ne, i vanament imagina: ‘I què, si tots acabaren morts, i només nosaltres dos sobrevisquerem?’

#### Escena 13: El somni
Aschenbach somia en els déus Apol·lo i Dionís, que exposen els seus respectius punts de vista sobre la raó i la bellesa, contra el caos i l'èxtasi. Apol·lo és vençut, i deixa a Dionís ballant una dansa salvatge. Aschenbach es desperta i contempla que poc del seu rigor i objectivitat intel·lectuals li resta. Es resigna al canvi: ‘Cal acceptar la voluntat del déus sobre mi’.
La música d'Apol·lo en aquesta escena deriva del Primer Himne Dèlfic, una antiga melodia grega que Britten havia sentit cantar a Arda Mandikian l'any 1954 al Festival d'Aldeburgh.

#### Escena 14: La platja buida
Aschenbach mira com Tadzio i els seus amics juguen un inconsistent joc a la platja; aviat se'n van.

#### Escena 15: La perruqueria de l'hotel (ii)
Aschenbach declara ‘Feu el que vulgueu amb mi!’, i el perruquer treballa a embellir-lo amb maquillatge i tint per al cabell, tot lloant les virtuts d'una aparença jovenívola.

#### Escena 16: La darrera visita a Venècia
Aschenbach lloga una góndola cap a Venècia i canta la seua bellesa. S'adona i es burla del seu paregut amb el dandy madur. En veure la família polonesa davant d'ell, els segueix dissimuladament. Tadzio es desprèn del seu grup familiar i es queda esperant a Aschenbach, qui torna enrere quan el noi el mira directament. A Aschenbach li complau adonar-se que Tadzio no vol trair al seu perseguidor en presència de sa mare. Sol de nou, Aschenbach compra maduixes a una venedora ambulant, però les troba ràncies i músties. S'asseu, cansat i malalt, i amargament es burla de si mateix (‘Autodisciplina la teua virtut... Tot estupideses, tot aparences...’). Recita una paràfrasi d'un diàleg de Plató entre el vell filòsof Sòcrates i el jove Fedre, assumint les dues parts: la de l'home i la del noi. El tema del diàleg és paradoxal, la relació perillosa entre l'artista i el seu subjecte.

#### Escena 17: La partida
El director de l'hotel i el mosso estan organitzant la partida dels darrers hostes, entre ells la família polonesa. Aschenbach els pregunta sobre el moment de la partida dels polonesos, després se'n va a seure a la platja deserta, en la qual Tadzio i altre noi, Jaschiu, estan jugant. El joc esdevé violent, i Jaschiu, més fort, empenta Tadzio de cara a la sorra. En un intent d'ajuda, Aschenbach intenta aixecar-se, però es troba masa dèbil. Jaschiu i els altres nois se'n van, deixant Tadzio en la platja, a soles amb Aschenbach. Tadzio fa un senyal a Aschenbach, però aquest defalleix en la seua cadira. Tadzio continua caminant, allunyant-se de la mar.